# Procambarus pictus
Procambarus pictus é uma espécie de crustáceo da família Cambaridae. É endémica dos Estados Unidos da América.